# Кобицький Сергій Леонідович
Сергі́й Леоні́дович Коби́цький (нар. 6 лютого 1973 — 16 вересня 2014) — солдат Збройних сил України.

## Життєвий шлях
Коли Сергію було 2 місяці, батьки розійшлися і мама Віра Федорівна забрала сина в село Бурти Кременчуцького району — звідти була родом. Закінчив Кременчуцьку ЗОШ № 16 І-ІІІ, 16-те училище, проходив службу в РА — півроку відслужив в навчальному центрі «Десна», по тому — на військовому аеродромі в НДР. Демобілізувавшись, працевлаштувався в Полтавське управління бурильних робіт, налагожував нафтопереробне обладнання в Тюмені. Після розпаду СРСР, працював сантехніком в Кременуцькому домобудівному комбінаті, де працювала і його мама. Після закриття комбінату займався підприємнитвом — відкрив невелику птахофабрику в Кохнівці.
Мобілізований літом 2014-го, сапер, 57-а окрема мотопіхотна бригада (в інших джерелах — батальйон територіальної оборони «Волинь»).
Загинув 16 вересня 2014 року в ДТП під час ротації до зони бойових дій (у інших джерелах — загинув разом із своїм командиром при виконанні службових обов'язків).
Без Сергія лишились мама та донька Олександра 1993 р.н.
Похований в селі Мала Кохнівка, Кременчуцький район.

## Вшанування
- нагороджений відзнакою «За вірність народу України» І ступеня (рішення Полтавської обласної ради від 21 жовтня 2015, посмертно).
- 2015 року на сесії Кременчуцької районної ради у Книгу Пошани Кременчуцького району внесене прізвище Сергія Кобицького.